# Droga krajowa B443 (Niemcy)
Droga krajowa 443 (niem. Bundesstraße 443) – niemiecka droga krajowa stanowiąca południowo-wschodnią obwodnicę Hanoweru i ważne połączenie dróg krajowych w tym rejonie Dolnej Saksonii.
Droga spełnia parametry drogi ekspresowej.